# Mbabane River
Der Mbabane River ist ein kleiner, linker Nebenfluss des Lusushwana in Eswatini.

## Verlauf
Er verläuft durch die Region Hhohho im Nordwesten des Landes und teilt seinen Namen mit der Hauptstadt Mbabane, die sich entlang des Flusses ausbreitet. Er mündet nach wenigen Kilometern in den Lusushwana.